# Luka Šamanić
Luka Šamanić, född 9 januari 2000 i Zagreb, är en kroatisk professionell basketspelare (PF) som spelar för Utah Jazz i National Basketball Association (NBA). Han har tidigare spelat bland annat för San Antonio Spurs.
Šamanić draftades av San Antonio Spurs i första rundan i 2016 års draft som femte spelare totalt.